# Скриня для ідіота
Скриня для ідіота (англ. The Idiot's Lantern) — сьомий епізод другого сезону поновленого британського науково-фантастичного телесеріалу «Доктор Хто». Епізод транслювався 27 травня 2006 року на телеканалі BBC One. Сценарій для епізоду був написаний Марком Ґетіссом, режисер — Еврос Лін. Епізод супроводжується відповідною Тардісодою.
Події епізоду відбуваються в Лондоні 1953 року, в день коронації Єлизавети II. В цьому епізоді нематеріальний іншопланетянин, що називає себе Мережею (Морін Ліпман) намагається повернути фізичну форму, споживаючи енергію з розумів телеглядачів коронації.

## Сюжет

### Вступ до епізоду
Всередині магазину побутової техніки власник містер Маджпі усвідомлює, що його бізнес неуспішний, коли телевізор позаду нього закінчує свою денну трансляцію. Незабаром після цього червона блискавка вдаряє антену над магазином. Телевізор поновлює трансляцію з обличчям телеведучого і звертається до дрімотного Маджпі. Протягом декількох секунд з зображення на екрані вимальовується енергетичний промінь, поглинаючи обличчя Маджпі.

### Основна частина

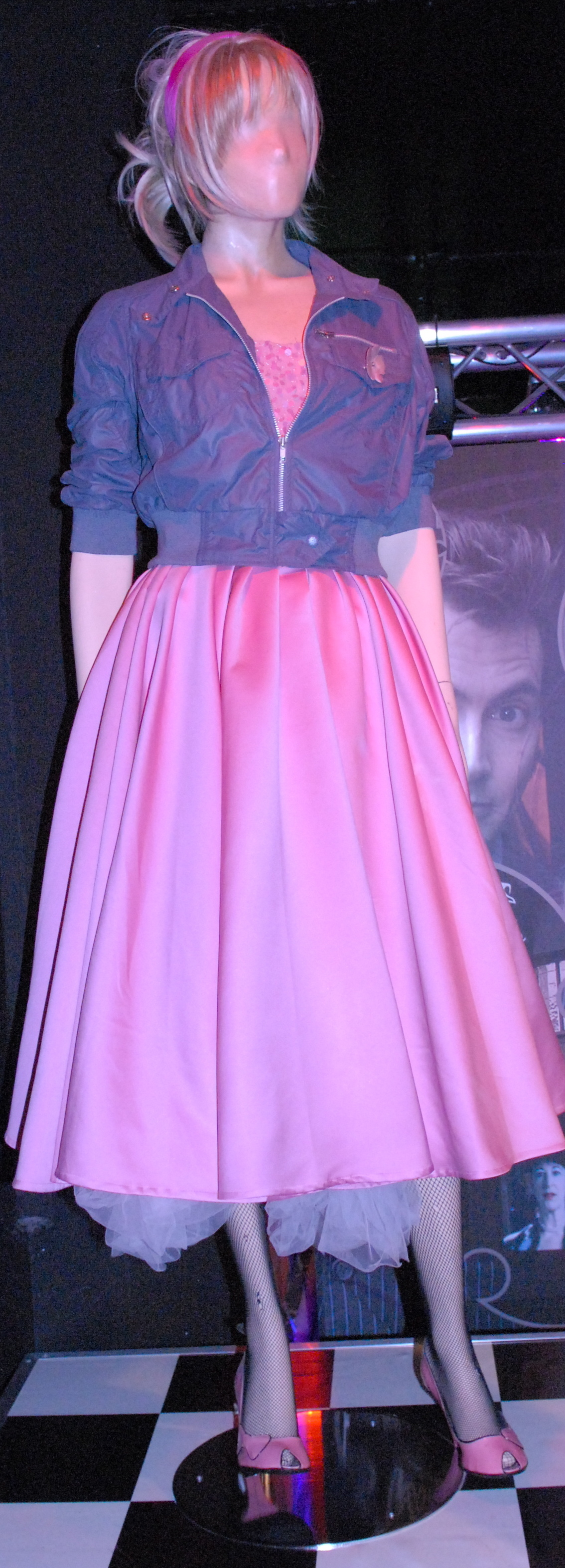
Костюм Роуз без обличчя на виставці «Doctor Who Experience»

Десятий Доктор та Роуз приземляються в 1953 році в Мусвелл-Хілл, Лондон, помилково потрапивши туди замість Нью-Йорка. Коли вони залишають TARDIS на скутері, вони розуміють, що приземлилися на півночі Лондона напередодні коронації королеви Єлизавети II. Вони бачать Маджпі, який доставляє телевізор до будинку, і Роуз спантеличено помічає, що кожен будинок на вулиці має телевізійну антену. Доктор бачить, як люди в чорному забирають із собою людину, закриту ковдрою.
Роуз та Доктор вирішують розслідувати викрадення: представляючись королівськими інспекторами, вони приїжджають до будинку Конноллі, де містер Конноллі знущається над своєю родиною, ігноруючи бабусю після того, як її обличчя зникло. Доктор переконує Ріту Конноллі, щоб привести його до бабусі. Доктор її оглядає, після чого двоє чоловіків вриваються та забирають її. Доктор переслідує їх, а Роуз залишається в помешканні. Доктор знаходить склад з кліткою, в якій знаходяться люди, обличчя яких були викрадені. Коли вони починають оточувати Доктора, слідчі повертаються в приміщення.
Роуз виявляє, що телевізор був придбаний у Маджпі. Вона прямує до його магазину, Маджпі намагається вивести її з дверей до того, як Мережа дізнається про її присутність. На одному з екранів телевізорів з'являється телеведуча, кажучи Роуз, що її звати Мережа, і вона голодна. Мережа всмоктує мозкові хвилі Роуз і обличчя всередину телеекрана.
Доктор пропонує свою допомогу у вирішенні загадки з пропаданням облич людей. Коли детектив-інспектор та Доктор досягають перемир'я, агент інспектора приносить ще одну жертву, Роуз. Доктор та детектив повертаються на Флорізель-стріт для розслідування. Доктор гнівається на містера Конноллі, який намагається перешкоджати розслідуванню, захищаючи своє добре ім'я. Вони запитують Томмі про те, що сталося з його бабусею в ніч викрадення її обличчя: вона дивилася телевізор, який був досить дешевим завдяки містеру Маджпі. Незважаючи на заперечення містера Конноллі, мати дозволяє Томмі долучитися до розслідування.
Троє прямують до магазину Маджпі, який зник із крамниці. Доктор виявляє портативний телевізор, який ще не мав би з'явитися на Землі. Він також виявляє, що телевізори в магазині утримують в собі зниклі обличчя людей, які мовчки кличуть на допомогу. Маджпі входить, і Доктор вимагає в нього інформації, хто насправді винуватий. З'являється Мережа, що говорить Докторові — її стратили на своїй планеті, але вона втекла на Землю, де достатньо розумової енергії, щоб у неї була можливість відновити свою фізичну форму. Доктор зазначає, що Мережа забирає більше облич, аніж потрібно для цього, «набиваючи себе, як жирна свиня».
Доктор усвідомлює, що Мережа планує відновити свою фізичну форму під час коронації, поглинаючи обличчя людей під час телетрансляції. Мережа намагається поглинути свідомість Доктора, Томмі та детектива, але їй вдається поглинути тільки свідомість першого. Вона передає себе в портативний телевізор і наказує Маджпі відвезти її до Палацу Александри.
Доктор і Томмі повертаються до свідомості та конструюють з деталей в магазині пристрій, що зупинить Мережу. Вони біжать до TARDIS, щоб узяти додаткову необхідну деталь, а потім рушають до телевежі. Доктор наказує Томмі тримати пристрій, який він підключив до системи радіомовлення, а сам він з котушкою проводу піднімається на телевежу. Маджпі знаходиться нагорі, благаючи Мережу зупинитись. Вона дезінтегрує його. У той же час вона починає поглинання облич людей, які спостерігають за коронацією. Доктор досягає Мережі, хапаючи портативний телевізор з нею. Вона намагається спалити Доктора, використовуючи вежу в якості провідника, але гумова підошва взуття Доктора рятує його. Доктор прикріплює провід до портативного телевізора та записує Мережу на касету, яку Доктор сконструював із деталей магазину. Усі жертви Мережі повертають свої обличчя та розум і звільнюються від утримання в клітці.
Доктор возз'єднується з Роуз на вулиці, де живе Томмі, на якій проходить святкування коронації. Як подарунок за допомогу, Доктор дає Томмі ключі від свого скутера. У той же час містера Конноллі виганяє дружина за те, що він думав лише про добре ім'я своєї родини. Томмі радіє, що його батько їде, але Роуз попереджає його, що навіть містер Конноллі заслуговує на другий шанс. Томмі йде, щоб розмовляти з батьком, а Доктор та Роуз насолоджуються святкуванням.

## Зйомка епізоду

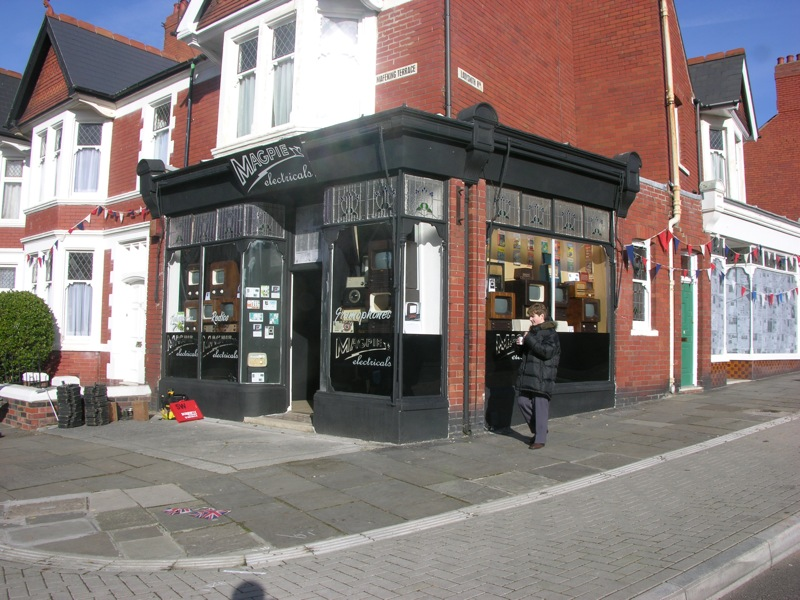
Магазин Меджпі, що знаходиться в Кардіффі

Сценарій для епізоду «Ящик для ідіота» написаний Марком Ґетіссом, який також написав сценарій для епізоду «Невгамовні мерці» першого сезону поновленого телесеріалу, а також деяку кількість спін-офів та новел. Назва епізоду була запропонована письменником Гаретом Робертсом, який згадував, що це словосполучення використовувалось його батьком для позначення телебачення.
Епізод був знятий в районі Лондона Масвел-хіл, а зйомки додаткових сцен епізоду проводились поблизу Палацу Александри. Сцени назовні магазину Маджпі були зняті на Бленхейм-роуд в Кардіффі.

## Трансляція епізоду та відгуки
За нічними оцінками першої трансляції на телеканалі BBC One, епізод переглядався в середньому 6,32 мільйонами глядачів, з піковими значеннями в 7,78 мільйонів та часткою аудиторії 32,2 %. Підсумкові рейтинги епізоду складали 6,76 мільйонів глядачів, що зробило його найбільш переглядуваною телепрограмою дня. Епізод отримав 84 бали за індексом оцінки. Епізод було випущено разом з епізодами «Повстання кіберлюдей» та «Сталева ера» в якості базового варіанту DVD без додаткового контенту в липні 2006 року.
Епізод «Ящик для ідіота» отримав змішані відгуки. Іан Берримен з SFX дав епізоду оцінку чотири з п'яти, називавши основний сюжет «достатньо неміцним» та зазначив, що це не задовольнило би глядачів, яким подобались детальні пояснення. Однак він посилався на епізод як на «приємний» та хвалив режисерську роботу Евроса Ліна. Берримен вважав родзинкою епізоду побічну сюжетну лінію з родиною. Ахсан Хаке з IGN дав епізоду оцінку 6,8 балів з 10, знаходячи в ньому деякі логічні недоліки та називаючи сюжет «незначно цікавим». Оглядач Дек Хоган з «Digital Spy» вважав епізод «Ящик для ідіота» розчаровуючим після минулого епізоду Ґетісса «Невгамовні мерці», відчуваючи, що схожий сюжет уже був використаний раніше, що виглядало як «стилізація „Доктора Хто“, а не шоу саме по собі». Він також невтішно відгукувався щодо акторської гри Морін Ліпман у якості Мережі, говорячи, що персонажу «[не вистачало] загрозливості» та вважаючи, що побічна сюжетна лінія з батьком Томмі була «надокучливою». Стівен Брук з The Guardian назвав епізод таким, який він не любить, знаходячи його «надто розумним та занадто моралістичним».